# Frank Schmolke
Frank Schmolke (* 1967 in München) ist Illustrator, Maler und Comiczeichner. Er begann 1994 als Zeichner in einer Münchner Agentur zu arbeiten, seit 1999 ist er freiberuflich tätig. Schmolke lebt mit Frau und Kindern in der Nähe von München.

## Werk
Schmolke ist Mitbegründer der Münchner Comicmagazine Tentakel und Comicaze und publizierte in seinem eigenen Verlag „Edition Spaceboy“ seit 1994 eigene Comics, u. a. die Serie „Jim“ und „Littlejim“. Im Laufe der Jahre veröffentlichte er regelmäßig für unterschiedliche Verlage und arbeitete 2007 auch an Bully Herbigs 3D-Animationsfilm Lissi und der wilde Kaiser mit.
Einer breiteren Öffentlichkeit fiel er 2012 erneut mit seinem Titelbild und seinem Beitrag in der erotischen Comic-Anthologie „Bettgeschichten“ auf.
Sein erster Comicroman erscheint 2013 in der Edition Moderne unter dem Titel „Trabanten“. Die Geschichte: Der junge Franz Huber kommt aus dem Knast und will fortan alles richtig machen. Doch schon bald steckt er wieder mitten in den größten Schwierigkeiten. Als Franz das Wiedersehen mit seinen Freunden Paul und Robert feiert, kommt es zu einem tödlichen Unfall. Und jetzt sind Franz und Paul auf der Flucht. Frank Schmolke erzählt darin vom verzweifelten Kampf eines jungen Mannes um sein Leben und seine Identität im München der frühen 1980er-Jahre.

## Comics
- Der Augensammler, von Sebastian Fitzek (Autor) und Frank Schmolke (Illustrator), Splitter Verlag 2021, ISBN 978-3-96792-177-9.
- Freaks, Edition Moderne 2020, ISBN 978-3-03731-206-3.
- Nachts im Paradies, Edition Moderne 2019, ISBN 978-3-03731-185-1.
- Trabanten, Edition Moderne 2013, ISBN 978-3-03731-110-3.
- The Birthday Party in „Bettgeschichten“, Naomi Fearn und Reinhard Kleist (Hg.), Zwerchfell, 2012, ISBN 978-3-943547-04-7.
- I did it my way in Elvis: Die illustrierte Biografie, Ehapa 2007, ISBN 978-3-7704-3128-1.
- Patate Douce 3  Stephane Godefroid, 2004, ISBN 2-9521425-3-X.
- Der Wald der Pfade Reprodukt, R-24, 2003, ISBN 3-931377-80-6.
- Tentakel 1-4 Laska, 1999–2002, ISBN 3-935816-10-3.
- Collection Ubu Imperator 3 - Die Schuld von Moby Dick Edition 52, 2002, ISBN 3-935229-04-6.
- Glut, Edition Spaceboy, 2000
- Kurzer Prozess, Gringo Comics, 2000
- Wahre Geschichten, Comicaze e.V. 1999
- Black Box, Edition Spaceboy, 1999
- Zwei Prinzen, Edition Spaceboy, 1998
- Was ist so schlecht an Negativ?, Comicaze e.V., 1998
- Little Jim: Schwarzer Sonntag, Edition Spaceboy, 1998
- Ich weiss was du brauchst, Edition Spaceboy, 1997
- Jim No.1 - No.7, Edition Spaceboy, 1994–1997

## Auszeichnungen
- ICOM Independent Comic Preis 1997 mit Michael Möller für „Der Fluch“ (Kategorie: Bestes Szenario)
- Rudolph-Dirks-Award 2019 für Nachts im Paradies (Kategorie: Experimentell / Alternativ)
- Abendzeitung München 2019 für Nachts im Paradies (Graphic Novel des Jahres)

## Film
- Lissi und der wilde Kaiser, Animationsfilm von Bully Herbig, 2007